# Dissolved Gas Analysis
Die Dissolved Gas Analysis (englisch, DGA, deutsch Analyse gelöster Gase) ist ein Verfahren, das zur Zustandsbewertung von Leistungstransformatoren eingesetzt wird.
Dabei wird ausgenutzt, dass sich durch Energiezufuhr Gase aus den Kohlenwasserstoffketten des Transformatorenöls abspalten und im Öl gelöst sind. Aus den Anteilsrelationen (vgl. Duval-Dreieck – IEC 60599) verschiedener Gase zueinander kann eine Beurteilung darüber erfolgen, welche zugefügte Energie die Entstehung dieser verursacht hat. Dies erfordert jedoch bestimmte Mindestkonzentrationen der Gase. Dadurch kann zwischen thermischen (infolge lokaler Temperaturerhöhungen) und elektrischen Fehlern (wie Entladungen im Aktivteil) unterschieden werden. Die IEC-Norm 60599 erfordert für ein Messverfahren solch eine Unterscheidung.